# Йозеф фон Русегер
Йозеф фон Русегер (на немски: Joseph von Russegger) е австрийски геолог, изследовател на Африка.

## Биография

### Произход и младост (1802 – 1835)
Роден е на 18 октомври 1802 г. в Залцбург, Австрия. През 1825 завършва минно инженерство в Минно-горската академия в Шемниц (Банска Щявница, Словакия). Между 1831 и 1835 г. работи като управител на мина в Бьокщайн.

### Изследователска дейност (1836 – 1842)
През 1835 г. е поканен от турския губернатор на Египет, за да извърши геоложки изследвания в страната и откриването на златни находища. С тази цел в периода 1836 – 1838 г. извършва няколко пътувания по Египет, Нубия, Сирия и Палестина. През 1837 – 1838 г. посещава областта Курдуфан в Западен Судан, където изследва минералните ресурси и находищата на злато. Изследва планинската местност Дар-Нуба в южната част на Курдуфан и териториите около река Сини Нил. След завръщането си в Европа през 1839 г. от името на крал Ото изследва гръцките мини, след което посещава Италия, Югозападна Германия, Франция, Великобритания, Скандинавия и др.
В резултат на експедицията публикува своя труд „Reisen in Europa und Afrika, 1835 bis 1841“, Bd. 1 – 4, Stuttgart, 1841 – 1850 (в превод „Пътешествия по Европа, Азия и Африка“). Той има важно значение за опознаване природата на Судан и особено на геоложкия строеж и растителния свят.

### Късни години (1843 – 1863)
През 1843 г. е назначен за главен минен инженер в солните рудници в Гросзалце в провинция Тирол. През 1850 г. става директор на Минно-горска академия в Шемниц. През 1848 става член на Виенската академия на науките, а през 1853 г. му е присъдено рицарско звание.
Умира на 20 юни 1863 година в Шемниц на 60-годишна възраст.